# Аверкиевский сельский округ
Аверкиевский сельский округ — упразднённая административно-территориальная единица, существовавшая на территории Павлово-Посадского района Московской области в 1994—2006 годах.

## История
Аверкиевский сельсовет был образован в 1924—1925 годах в составе Павлово-Посадской волости Богородского уезда Московской губернии.
В 1926 году Аверкиевский с/с включал 1 населённый пункт — деревню Аверкиево.
В 1929 году Аверкиевский сельсовет вошёл в состав Павлово-Посадского района Орехово-Зуевского округа Московской области. При этом к нему были присоединены Алферовский, Бразуновский и Дергачевский с/с.
14 июня 1954 года к Аверкиевскому с/с был присоединён Малыгинский с/с. При этом центр Аверкиевского с/с был перенесён в селение Семёново
3 июня 1959 года Павлово-Посадский район был упразднён и Аверкиевский с/с вошёл в Ногинский район.
1 февраля 1963 года Ногинский район был упразднён и Аверкиевский с/с вошёл в Орехово-Зуевский сельский район. 11 января 1965 года Аверкиевский с/с был возвращён в восстановленный Павлово-Посадский район.
28 января 1977 года центр Аверкиевского с/с был перенесён в селение Бразуново.
3 февраля 1994 года Аверкиевский с/с был преобразован в Аверкиевский сельский округ
26 февраля 2003 года к Аверкиевскому с/о был присоединён Новозагарский сельский округ.
В ходе муниципальной реформы 2004—2005 годов Аверкиевский сельский округ прекратил своё существование как муниципальная единица. При этом все его населённые пункты были переданы в сельское поселение Аверкиевское.
29 ноября 2006 года Аверкиевский сельский округ исключён из учётных данных административно-территориальных и территориальных единиц Московской области.